# Eerste klasse 1969-70 (basketbal België)
Het seizoen 1969-1970 was de 23e editie van de hoogste basketbalcompetitie. Dit seizoen speelde men met volgende competitieformule, eerst liep er een reguliere competitie over 22 speeldagen waarna de bovenste 6 met behoud van punten voor de titel speelden en de laatste zes voor de degradatie. 
Athlon Ieper en BBC Byrrh Destelbergen waren de nieuwkomers
Na de reguliere competitie eindigden Athlon en Royal IV gelijk op de zesde plaats, zodat een testwedstrijd in het Bateas sportcomplex besliste wie naar de titel groep mocht. Royal IV was de winnaar met 85-74

## Naamswijzigingen
- Bavi Vilvoorde werd Omnium Tours Bavi Vilvoorde
- BBC Byrrh Destelbergen werd Imperial Gent
- Pitzemburg werd Ditz Pitzemburg
- Bus Lier werd Bus Fruit Lier

## Eindstand
- Voorronde

|  |    |                   | P  | W  | V  | G | Ptn |
|  | -- | ----------------- | -- | -- | -- | - | --- |
|  | 1  | SBR Standard      | 22 | 16 | 5  | 1 | 33  |
|  | 2  | RC Bell Mechelen  | 22 | 15 | 7  | 0 | 30  |
|  | 3  | Racing Ford       | 22 | 14 | 7  | 2 | 30  |
|  | 4  | Omnium Tours Bavi | 22 | 14 | 8  | 0 | 28  |
|  | 5  | Bus Fruit         | 22 | 12 | 7  | 3 | 27  |
|  | 6  | Royal IV SCA      | 22 | 12 | 9  | 1 | 25  |
|  | 7  | Athlon Ieper      | 22 | 12 | 9  | 1 | 25  |
|  | 8  | Avanti Brugge     | 22 | 11 | 10 | 1 | 21  |
|  | 9  | Imperial Gent     | 22 | 8  | 12 | 1 | 17  |
|  | 10 | Dits Pitzemburg   | 22 | 7  | 14 | 0 | 14  |
|  | 9  | Oxaco Tomado      | 22 | 5  | 17 | 0 | 10  |
|  | 10 | VG Oostende       | 22 | 2  | 20 | 0 | 4   |

- Eerste afdeling A

|  |   |                    | P  | W  | V  | G | Ptn |
|  | - | ------------------ | -- | -- | -- | - | --- |
|  | 1 | SBR Standard Liège | 32 | 24 | 8  | 0 | 48  |
|  | 2 | Bus Fruit Lier     | 32 | 19 | 10 | 3 | 41  |
|  | 3 | RC Bell            | 32 | 20 | 11 | 1 | 41  |
|  | 4 | Rotal IV SCA       | 32 | 17 | 14 | 1 | 35  |
|  | 5 | RC Ford            | 32 | 16 | 14 | 2 | 34  |
|  | 6 | Omnium Tours       | 32 | 16 | 16 | 0 | 32  |

- Eerste afdeling B

|  |   |                   | P  | W  | V  | G | Ptn |
|  | - | ----------------- | -- | -- | -- | - | --- |
|  | 1 | Athlon Ieper      | 32 | 17 | 13 | 2 | 36  |
|  | 2 | Avanti Brugge     | 32 | 16 | 15 | 1 | 33  |
|  | 3 | Imperial Gent     | 32 | 14 | 17 | 1 | 29  |
|  | 4 | Dits Pitzemburg   | 32 | 13 | 18 | 1 | 27  |
|  | 5 | Oxaco Tomado Bavi | 32 | 7  | 25 | 0 | 14  |
|  | 6 | VG Oostende       | 32 | 7  | 25 | 0 | 14  |

1928 · 1929 · 1930 · 1931 · 1932 · 1933 · 1934 · 1935 · 1936 · 1937 · 1938 · 1939 · 1940 · 1941 · 1942 · 1943 · 1944 · 1945 · 1946 · 1947 · 1948 · 1949 · 1950 · 1951 · 1952 · 1953 · 1954 · 1955 · 1956 · 1957 · 1958 · 1959 · 1960 · 1961 · 1962 · 1963 · 1964 · 1965 · 1966 · 1967 · 1968 · 1969 · 1970 · 1971 · 1972 · 1973 · 1974 · 1975 · 1976 · 1977 · 1978 · 1979 · 1980 · 1981 · 1982 · 1983 · 1984 · 1985 · 1986 · 1987 · 1988 · 1989 · 1990 · 1991 · 1992 · 1993 · 1994 · 1995 · 1996 · 1997 · 1998 · 1999 · 2000 · 2001 · 2002 · 2003 · 2004 · 2005 · 2006 · 2007 · 2008 · 2009 · 2010 · 2011 · 2012 · 2013 · 2014 · 2015 · 2016 · 2017 · 2018 · 2019 · 2020 · 2021